# Liste der Abgeordneten im Kommunallandtag der Hohenzollernschen Lande 1929–1933
Diese Liste nennt die Abgeordneten im Kommunallandtag der Hohenzollernschen Lande in der vierten Wahlperiode der Weimarer Republik 1929–1933.

## Zusammensetzung
Nun hatte der Kommunallandtag 24 Mitglieder, die in einem Wahlkreis in freier und gleicher Wahl gewählt wurden. Die Hohenzollernschen Lande waren weitaus überwiegend katholisch. Die Deutsche Zentrumspartei (Zentrum) erhielt bei der Kommunallandtagswahl 1929 insgesamt 15 Mandate (−2), die Deutsche Demokratische Partei (DDP) drei (±0) Mandate und die DNVP (Hohenzollernscher Bauernbund) vier (±0). Die SPD war wieder mit zwei Mandaten vertreten.

## Liste
| Abgeordneter           | Beruf                                      | Partei                      | Mandatsdauer |
| ---------------------- | ------------------------------------------ | --------------------------- | ------------ |
| Emil Straub            | Landwirt, Otterswang                       | Zentrum                     | 1929–1933    |
| Hermann Ott            | Malermeister, Sigmaringen                  | Zentrum                     | 1929–1933    |
| Carl Vogel             | Pfarrer, Straßberg                         | Zentrum                     | 1929–1933    |
| Karl Löffler           | Bürgermeister, Gammertingen                | Zentrum                     | 1929–1933    |
| Johann Petry           | Verbandsdirektor, Sigmaringen              | Zentrum                     | 1929–1933    |
| Johann Beil            | Straßenwärter, Storzingen                  | Zentrum                     | 1929–1932    |
| Josef Strobel          | Bürgermeister, Ablach                      | Zentrum                     | 1929–1933    |
| August Hebeisen        | Zimmermann, Veringendorf                   | Zentrum                     | 1929–1933    |
| Simon Hausch           | Landwirt, Wessingen                        | Zentrum                     | 1929–1933    |
| Hermann Eger           | Landwirt, Weildorf                         | Zentrum                     | 1929–1933    |
| Clemens Moser          | Studienrat, Hechingen                      | Zentrum                     | 1929–1933    |
| Johannes Umbrecht      | Bürgermeister, Glatt                       | Zentrum                     | 1929–1933    |
| Adolf Stengel          | Uhrmacher, Hechingen                       | Zentrum                     | 1929–1933    |
| Paul Schraermeyer      | Landrat, Hechingen                         | Zentrum                     | 1929–1933    |
| Anton Straubinger      | Landwirt, Salmendingen                     | Zentrum                     | 1929–1933    |
| Paul Schell            | Landwirt, Vilsingen                        | Hohenzollernsche Bauernbund | 1929–1933    |
| Anton Failer           | Landwirt, Sigmaringen                      | Hohenzollernsche Bauernbund | 1929–1930    |
| Franz Keller           | Landwirtschaftsrat, Haigerloch             | Hohenzollernsche Bauernbund | 1929–1933    |
| Johann Pfister         | Landwirt, Bittelbronn                      | Hohenzollernsche Bauernbund | 1929–1933    |
| Friedrich Wallishauser | Redakteur, Hechingen                       | Freie Wählervereinigung     | 1929–1933    |
| Alfred Schönfelder     | Regierungs-Oberbauinspektor, Sigmaringen   | Freie Wählervereinigung     | 1929–1933    |
| Wilhelm Hufnagel       | Fabrikant, Hechingen                       | Freie Wählervereinigung     | 1929–1933    |
| Matthias Fritz         | Heizer, Hechingen                          | SPD                         | 1929–1933    |
| Adolf Waldner          | Gastwirt und Landwirt, Langenenslingen     | SPD                         | 1929–1933    |
| Friedrich Fritz        | Landwirt (für Failer), Inneringen          | Hohenzollernsche Bauernbund | 1930–1933    |
| Paul Bollig            | Studienrat (für Wallishauser), Sigmaringen | Freie Wählervereinigung     | 1932–1933    |
| Franz Keller           | Rektor (für Beil),                         | Zentrum                     | 1932–1933    |

## Landesausschuss
| Abgeordneter       | Beruf                                    | Partei                  | Mandatsdauer |
| ------------------ | ---------------------------------------- | ----------------------- | ------------ |
| Simon Hausch       | Landwirt, Wessingen                      | Zentrum                 | 1929–1933    |
| Josef Strobel      | Land- und Gastwirt, Ablach               | Zentrum                 | 1929–1933    |
| Hermann Eger       | Landwirt, Weildorf                       | Zentrum                 | 1929–1933    |
| Alfred Schönfelder | Regierungs-Oberbauinspektor, Sigmaringen | Freie Wählervereinigung | 1932–1933    |

Vorsitzender von Kommunallandtag und Landesausschuss war Carl Vogel.
Der Kommunallandtag wählte gemäß der Preußischen Verfassung von 1920 ein Mitglied in den Preußischen Staatsrat. Dieses war 1919–1930 Emil Belzer und 1930 bis 1933 Clemens Moser.